# Минаев, Сергей Юрьевич
Серге́й Ю́рьевич Мина́ев (12 января 1962, Москва, СССР) — советский и российский певец, музыкант, композитор, теле- и радиоведущий, шоумен и комик. Автор пародийных кавер-версий популярных хитов 1980-х и 1990-х годов. Называет себя «первым поющим диск-жокеем СССР». Является одним из первых советских диск-жокеев, которые использовали рэп в своих песнях.

## Биография
Родился 12 января 1962 года в Москве. Некоторое время работал формовщиком на московском заводе. Окончил Государственное училище циркового и эстрадного искусства (1983, эстрадное отделение), ГИТИС (1987, актёрский эстрадный факультет). В училище преподавателями Минаева были Илья Григорьевич Рутберг (пантомима), Алексей Андреевич Быстров (степ), в институте — Сергей Михайлович Дитятев (мастерство актёра, специализация), руководителем курса — народный артист СССР И. Г. Шароев.

### Музыкальная карьера
Окончил музыкальную школу по классу скрипки. На втором курсе училища стал вокалистом группы «Город». Коллектив репетировал в подвале Дома культуры «Красный Пролетарий» (там же, где некогда репетировала группа Воскресение) и на тот момент был чисто инструментальным; впоследствии Минаев стал исполнять собственные песни на стихи Сергея Мирова. Источники вдохновения коллектива были весьма разнообразны — Earth, Wind & Fire, Стиви Уандер, Queen, Boney M, The Police, «Воскресение», «Машина Времени». Группа «Город» приняла участие в рок-фестивале «Физтех — 1982» в Долгопрудном и снялась в эпизоде фильма «Не могу сказать прощай». Минаев — автор музыки и исполнитель гимна подводников Подводречстроя СССР.
Начиная с 1979 года начал пробовать себя в роли диск-жокея, проводя дискотеки в МАИ, с 1983 — в гостинице «Молодёжная», с 1985 — в гостиницах «Интурист» и «Спартак». Для записи кавер-версий использовались инструментальные версии с синглов 80-х годов, выпущенных на виниле. Прямого перевода текстов Минаев не делал, считая их малоинтересными; ему хотелось, чтобы «на советской эстраде звучала музыка уровня мировых звёзд, но при этом чтобы был русский язык». В 1984 году выступал в качестве диск-жокея в студенческом лагере МЭИ возле Алушты, где познакомился со своим предшественником Сергеем Лисовским. Впоследствии Лисовский стал концертным директором Минаева и совместно с Юрием Чернавским основал студию «Рекорд», в которой Минаев работал.
Минаев был одним из первых диск-жокеев, которые использовали рэп в своих песнях. Первые эксперименты с речитативом присутствуют в композициях «Как ни грустно» и «Карнавал», впервые исполненных в Алуштинском лагере в 1984 году и записанных на магнитофон в гостинице «Интурист» в 1985 году. В 1985 году на студии Муслима Магомаева были записаны рэп-содержащие «Фарцовщик» и «Бангкок» (русскоязычный вариант рэп-песни «One Night in Bangkok»).
В 1985 году песня «Юра — вумен, Вася — мэн» (переделка хита группы Bad Boys Blue) попала в «чёрный список» московской рок-лаборатории (Министерства культуры СССР).
Дебют Минаева на телевидении состоялся в телепередаче «Весёлые ребята». Видеоклип на песню «Карнавал» был снят создателями телепередачи «Весёлые ребята», Андреем Кнышевым (редактор) и Виктором Крюковым (режиссёр), в Москве 11 мая 1986 года. Однако в эфир Первой программы ЦТ передача вышла 13 декабря 1986 года. Видео являло собой вершину изобретательности советской телестудии — первичный видеосигнал прошёл через 15 стадий обработки.
В конце 1986 года студия «Рекорд» провела первую в СССР дискотеку на 10 000 человек. Мероприятие прошло с большим успехом, получило резонанс в прессе, было одобрено КГБ СССР, Московским горкомом партии, и после этого уже проводилось во многих крупных городах страны. Для Минаева это был дебют на профессиональной сцене; были исполнены пародия на «Modern Talking» и песни Юрия Чернавского («Маргарита», «Шаман»). В 1987 году Минаев стал одним из исполнителей песни «Замыкая круг».
Важнейшим альбомом в творчестве стал Радио «Абракадабра», записанный летом 1987 года совместно со звукорежиссёром Игорем Замараевым в московском окраинном ДК на Люблинской улице в студии Муслима Магомаева. В него вошли зарубежные танцевальные хиты, записанные в режиме «нон-стоп» и спетые с русскими текстами, сочинёнными самим исполнителем в пародийном ключе. Заглавным треком стала рэп-композиция «Рэп диск-жокея», на которую был снят видеоклип съёмочной группой телепрограммы «Утренняя почта», а для показа на телевидении название песни изменили на «Худсовет», поскольку слово «рэп» было тогда в новинку. Альбом был выпущен в виде магнитоальбома на магнитофонных катушках и аудиокассетах в марте 1988 года. В январе 1989 года альбом занял 8 место в хит-параде «Лучшая фонограмма или магнитофонный альбом года» рубрики «Звуковая дорожка МК» газеты «Московский комсомолец». В том же 1987 году в период массовой легализации дискотек Минаев начал активно гастролировать по всему Советскому Союзу и стал одним из наиболее ярких представителей танцевальной музыки года, что подтверждает его участие в новогоднем «Голубом огоньке» в качестве ведущего танцевального блока.
В октябре 1988 года в телепередаче «Прожектор перестройки» его обвинили в чрезмерных заработках, что на деле оказалось хотя и скандальной, но рекламой. Песня «Начинается свастика» была вырезана из эфира ЦТ; некоторые СМИ и общества ветеранов обвинили певца в фашизме. В ноябре 1988 года появился в рок-мюзикле «Улица» на малой спортивной арене Олимпийского комплекса «Лужники», видеоверсия которой была показана на телеканале «2х2» в начале 1989 года. В декабре 1988 года появился с рэп-композицией «Свинья» в альбоме «Гороскоп» (новогодняя вокальная сюита Владимира Преснякова-старшего на стихи Валерия Сауткина), выпущенным Всесоюзной фирмой «Мелодия» на грампластинках.
13 мая 1989 года Минаев принял участие в съёмках телепередачи «Музыкальный ринг», которая транслировалась в прямом эфире Первой программы ЦТ из студии телецентра «Останкино». Его соперником по «рингу» стала рок-группа «Рондо». Минаев исполнил песни «Деньги-деньги», «Уроки орфоэпии», «Как начинается свастика», «22 притопа» и «Карнавал». Согласно опросу телезрителей, победителем «Ринга» и обладателем хрустального скрипичного ключа стал Минаев. В том же году он выпустил песню «Верую» с аккомпанементом Виктора Зинчука.
В августе 1990 года фирма «Мелодия» выпустила первую долгоиграющую пластинку Минаева — сборник «Сергей Минаев». В процессе издания LP автор был вызван на худсовет, где обсуждалась возможность издания пластинки. В состав коллегии входил Михаил Танич, покритиковавший Минаева за непрофессиональные тексты песен.
1990-е годы
В 1992 году записал вокальную партию Иуды в российской версии рок-оперы «Иисус Христос — суперзвезда», придя в восторг от русскоязычной версии текста. Минаева «творчески раздражало» схематичное прочтение образа Иуды как предателя: «Та миссия, которая была ему уготовлена, ещё долго будет мучить мыслителей, поэтов и философов. Мучить одним и тем же вопросом: предатель или исполнитель ЕГО воли?». Впоследствии отказался исполнять русский перевод песен The Beatles, так как посчитал, что это уже слишком, тем более что, по его мнению, в русском переводе «воздушные, бесшабашные „битловские“ песенки как-то слишком „поумнели“ и погрузнели». Также принял участие в записи композиции «За пивом» кабаре-дуэта «Академия».
Гастролировал в Венгрии (1989), Израиле (1994), Ирландии (1995), Германии (1992—1995), Франции (1995—1997), выступая преимущественно для русскоязычной аудитории. С 1993 года — участник артистической футбольной команды звёзд «Старко».
Во время событий сентября-октября 1993 года выступал в поддержку президента Бориса Ельцина, исполняя с грузовика на Красной площади рэп-композицию «Вы готовы пойти со мной?» под музыку из сингла «Are You Ready?» немецкого хип-хаус-проекта Sugar Daddy. В конце 1993 года Минаев выпустил два релиза: новый альбом «Вы готовы пойти со мной?» на фирме ZeKo Records (аудиокассета) и компиляцию лучших песен за 10 лет «Коллекция» на фирме Jeff Records (компакт-диск). Осенью 1994 года Минаев выпустил сразу три компакт-диска: альбом «Радио „Абракадабра“» 1987 года на фирме Anima Vox, «Лучшая песня» на фирме Jeff Records и новый альбом «Почему бы нет?» на фирме Jeff Records.
В 1996 году принимал активное участие в концертном туре «Голосуй или проиграешь», выступив с циклом авторских песен. Комментируя этот период жизни впоследствии, Минаев говорил: «Мне очень обидно, что Борис Николаевич начинал за здравие и кончил за упокой».
В 1997 году вышел альбом Неподражаемый, сопровождаемый видеоклипами «Макарена» и «Смычок и струны» (последний является пастишем на видео The Beatles «Strawberry Fields Forever»).
XXI век
В 2006 году вышел сборник Пират XX века, включающий в себя новые танцевальные версии наиболее известных песен Минаева. Параллельно вышел одноимённый DVD с видеоклипами.
31 марта 2013 года после долгого перерыва в выпуске новых дисков прошёл концерт-презентация Сергея Минаева «В джазе только М…» в столичном клубе «Метелица» нового джазового альбома «Джаст». Альбом выпущен в форматах CD и LP, мастеринг — Doug Sax, обложка — Андрей Макаревич.
В сентябре 2019 года Минаев выпустил пластинку Мишура, в которой, по мнению рецензента InterMedia, успешно демонстрирует разные цвета жанрового спектра поп-музыки 80-х: «У тех, кто застал то время, в воображении должны возникнуть межпесенные сценки из „Утренней почты“, в которых с удовольствием дурачился молодой Юрий Николаев <…> всё время кажется, что сейчас выскочит молодой Боярский или „Весёлые ребята“ с солистом Буйновым, и все запоют песни Виктора Резникова».
В 2020 году выпустил два «домашних» видеоклипа — «Когда-нибудь» и (при участии Сергея Калугина) «Тихо сам с собою»; также вышло видео на песню «Бронзовые сны» — посвящение Олегу Парастаеву, автору музыки и участнику групп «Альянс» и «НРГ».

### Кино и телевидение
Снимался в фильмах «Не могу сказать прощай» (1982, эпизодическая роль певца на танцплощадке в составе группы «Город»), «Наш человек в Сан-Ремо» (1989, певец-мафиози), записал несколько песен для телефильма «Остров погибших кораблей» (1987, в фильме эти песни «исполняет» герой Константина Райкина). Принимал участие в пародийном телесериале-викторине «Игра в детектив» в роли певицы, исполнявшей песню «Братец Луи» (кавер-версия на песню «Brother Louie» группы Modern Talking), а также в мюзикле «Улица» (вместе с Владимиром Пресняковым-младшим), где сыграл роль Рокера.
Был ведущим телевизионных музыкальных программ «50х50» (1989—1991, 1998—1999), «Хит-парад Останкино» (1992—1995), «Утренняя почта» (1996—1997), «Сиреневый туман» (1998—1999), «Два рояля» (1998—2002, 2004—2005), «Караоке-стрит» (2003—2004), «Чемпионат анекдотов» (2006—2007) и «Я почти знаменит» (2021). С 2002 года периодически ведёт фестивали «Дискотека 80-х». В 2009 году был ведущим развлекательной программы «Дискотека 80-х по-нашему» на СТС (из цикла «Всё по-нашему»). Снимался в телерекламе.
С 2010 по 2012 год вёл некоторые сюжеты в программе «Хочу знать». С 2011 по 2013 год вёл некоторые выпуски программы «Колба времени» на канале «Ностальгия».
В 2013 году был автором сатирического интернет-проекта «Посредыш», в котором подавал актуальные события в песнях в сатирической форме. Вышло 7 выпусков.
В 2020 году принял участие в музыкальном шоу «Три аккорда». С 17 января 2021 года стал ведущим шоу талантов «Я почти знаменит». В 2023 году вместе с сыном Сергеем принял участие в телешоу «Две звезды. Отцы и дети», где в итоге пара заняла первое место. В том же году принял участие в шоу «Перепой звезду» на Первом канале. 15 декабря 2023 года вместе с Владимиром Маркиным принял участие в третьем сезоне шоу «Дуэты» телеканала «Россия-1», где исполнил хит Евгения Осина «Плачет девушка в автомате», а в качестве бонуса — дворовую песню «Я готов целовать песок» и рэп-композицию «Вы готовы пойти со мной?». Осенью 2024 года стал членом жюри в шоу перевоплощений «Точь-в-точь» (6-й сезон, «Первый канал»).
В начале 2025 года стал победителем 3 сезона шоу «Фантастика» на Первом канале и участником шоу «Супер-Стар» на телеканале НТВ.

## Личная жизнь
Первая жена — Анна.
Вторая жена (с 1991) — Алёна (Елена Петровна; род. 1965), выпускница Московского энергетического института, инженер. Имеет музыкальное образование по классу фортепиано. Познакомились, когда она работала в музыкальном коллективе «Трудное детство» Владимира Маркина в составе концертной программы Сергея Минаева. Является свояченицей Владимира Маркина, поэтому Сергей Минаев и Владимир Маркин — свояки.
Сын Сергей (род. 1994), окончил школу с золотой медалью, музыкальную школу по классу скрипки, затем — Высшую школу экономики. Музыкант, направление — классический рок.

## Дискография

### Магнитоальбомы
- Группа «Город» (1983)
- Алушта (1985) (создавался с 1984 по 1987 год)[19]
- Первые опыты (1985)[71][72]
- Коллаж (1986)
- Дискотека Нон-стоп (1987)
- Радио «Абракадабра» (1988)[28]
- Ретроспектива (1988)

### LP
- Сергей Минаев (1990)
- Ломбаба (1990, миньон)
- Иисус Христос — суперзвезда (1992)
- Вы готовы пойти за мной! (1993)
- Джаст (2014)
- Радио «Абракадабра» (2018)
- Коллаж! (2019)

### CD
- Коллекция (1993)
- Радио «Абракадабра» (1994)
- Лучшая песня (1994)
- А почему бы и нет? (1994)
- Голосуй или проиграешь! (1996)
- Неподражаемый (1997)
- Назад в будущее (2002)
- Песни за жизнь (2006)
- Пират XX века (2006)
- Ничего особенного (2013)
- Джаст (2014)
- Мишура (2019)
- Алушта 84-87 (2021)
- Первые опыты (2021)
- Коллаж (нон-стоп альбом) (2021)

### DVD
- Пират XX века (2006)

## Кавер-версии и пародии
Для записи «перепевок» Минаевым использовались инструментальные версии с синглов 80-х годов, выпущенных на виниле либо на кассетах. Прямого перевода текстов артист не делал, считая их малоинтересными. Для песенных текстов Минаева характерен стёб. Некоторые произведения носят откровенно сатирический характер — как, например, «Рэп диск-жокея», «Мундиаль» и «Музыка поп».
Среди наиболее известных песенных пародий Сергея Минаева: «Ты — мой хлеб, моя соль», «Братец Луи» (на Modern Talking), «Вояж» (на Desireless), «Белые козы» (на Ласковый май), «Лом-баба» (на Kaoma), «Минаки-Да» (на Yaki-Da), «Макарена» (на Los Del Rio), «Музыка поп» (на Aqua) и др.
| Название кавер-версии/пародии        | Название оригинала и год выхода                                                       | Исполнитель оригинала          |
| ------------------------------------ | ------------------------------------------------------------------------------------- | ------------------------------ |
| 18 лет                               | Letric Metric (1983)                                                                  | Peter Griffin                  |
| Абракадабра                          | Abracadabra (1982)                                                                    | Steve Miller Band              |
| Бангкок                              | One Night In Bangkok (1984, мюзикл «Шахматы») Использована версия певицы Robey (1984) | Murray Head                    |
| Белые козы                           | Белые розы (1987)                                                                     | Ласковый май                   |
| Братец Луи                           | Brother Louie (1986)                                                                  | Modern Talking                 |
| В Москву идти далёко                 | Me estoy volviendo loco (1981)                                                        | Azul y Negro                   |
| ВДНХ                                 | USSR (1986)                                                                           | Eddy Huntington                |
| Вояж                                 | Voyage Voyage (1987)                                                                  | Desireless                     |
| Вы готовы?                           | Are You Ready? (1990)                                                                 | Sugar Daddy                    |
| Джулиет                              | Romeo & Juliet (1992)                                                                 | Blue System                    |
| Дискотека                            | Say You’ll Never (1985)                                                               | Lian Ross                      |
| Дорога                               | Good-Bye Bad Times (1985)                                                             | Philip Oakey & Giorgio Moroder |
| Дым над водой                        | Smoke on the Water (1972)                                                             | Deep Purple                    |
| Дядя Петя (Дворник)                  | I’ve Been Losing You (1986)                                                           | A-ha                           |
| Интро (Студия Рекорд)                | Flirting And Showing (1984)                                                           | Fox The Fox                    |
| Карина                               | Boom Boom (Let’s Go Back To My Room) (1986)                                           | Paul Lekakis                   |
| Карнавал                             | Stars de la Pub (1982)                                                                | Movie Music                    |
| Край стай                            | Cry Wolf (1986)                                                                       | A-ha                           |
| Ксива                                | Fever (1956) Использована версия Boney M (1976)                                       | Little Willie John             |
| Кто стучится на мой «Хаус»?          | Something In My House (1986)                                                          | Dead Or Alive                  |
| Ломбаба (4 варианта)                 | Lambada (1989)                                                                        | Kaoma                          |
| Майкл Джексон (Универсальный артист) | In My House (1984)                                                                    | Mary Jane Girls                |
| Макарена                             | Macarena (1994)                                                                       | Los Del Rio                    |
| Минаки-да                            | I Saw You Dancing (1995)                                                              | Yaki-Da                        |
| Мини-макси                           | Disco Lady (1985)                                                                     | Rocky M                        |
| Мне мой мир сегодня тесен            | We Don’t Need Another Hero (Beyond Thunderdome) (1985)                                | Tina Turner                    |
| Музыка-поп                           | Roses are Red (1996)                                                                  | Aqua                           |
| Мундиаль                             | Alejandro (2010)                                                                      | Lady Gaga                      |
| Навсегда (Так навсегда)              | History (1993)                                                                        | Blue System                    |
| Открой мне дверь                     | I Love Your Smile (1991)                                                              | Shanice                        |
| Пацаны (Свежий ветер)                | Angels Crying (1998)                                                                  | E-Type                         |
| Пиковый король                       | Deja Vu (1991)                                                                        | Blue System                    |
| Ретро                                | Moonlight Serenade (1939)                                                             | Glenn Miller                   |
| Родная речь (Русский мат)            | Black or White (1991)                                                                 | Michael Jackson                |
| Рэп диск-жокея (Худсовет)            | Holiday Rap (1986)                                                                    | MC Miker 'G' & DeeJay Sven     |
| Секс-бомб                            | Sex Bomb (2000)                                                                       | Tom Jones                      |
| Сиреневый кадиллак                   | Geronimo’s Cadillac (1986)                                                            | Modern Talking                 |
| Скрипка (Смычок и скрипка)           | Careless Whisper (1984)                                                               | George Michael                 |
| Смычок и струны                      | Strawberry Fields Forever (1966)                                                      | The Beatles                    |
| Сова                                 | Comment ça va (1983)                                                                  | The Shorts                     |
| Тарзан-бой                           | Tarzan Boy (1985)                                                                     | Baltimora                      |
| Ты                                   | You (1992)                                                                            | Ten Sharp                      |
| Ты мой хлеб, моя соль                | You're My Heart, You're My Soul (1984)                                                | Modern Talking                 |
| Ты помнишь эту музыку                | When I'm Sixty-Four (1969)                                                            | The Beatles                    |
| Тяжёлый день                         | In the Army Now (1986)                                                                | Status Quo Bolland & Bolland   |
| Фарцовщик                            | Midnight Sun (1983)                                                                   | Mezzoforte                     |
| Шери-бренди                          | Cheri, Cheri Lady (1985)                                                              | Modern Talking                 |
| Шопен                                | I Like Chopin (1983)                                                                  | Gazebo                         |
| Юра — вумен, Вася — мен              | You’re a Woman (1985)                                                                 | Bad Boys Blue                  |
| Я люблю проснуться летним утром рано | Part Time Lover (1985)                                                                | Stevie Wonder                  |
| Я не смог тебя забыть                | Cathedral Song (1988)                                                                 | Tanita Tikaram                 |
| Я слышу твой голос                   | Atlantis Is Calling (S.O.S. for Love) (1986)                                          | Modern Talking                 |

## Фильмография

### Роли и вокал
| Год  |   | Название                               | Роль                                      |
| ---- | - | -------------------------------------- | ----------------------------------------- |
| 1982 | ф | Не могу сказать «прощай»               | певец на танцплощадке, в титрах не указан |
| 1987 | ф | Остров погибших кораблей               | Шолом-Трепач (Вокал)                      |
| 1988 | ф | Игра в детектив                        | певица на концертной сцене                |
| 1990 | ф | Наш человек в Сан-Ремо                 | певец                                     |
| 1994 | ф | Простодушный                           | Вокал                                     |
| 1996 | ф | Умереть от счастья и любви             | Имя персонажа не указано                  |
| 2007 | ф | Карнавальная ночь 2, или 50 лет спустя | Имя персонажа не указано                  |
| 1997 | ф | Новейшие приключения Буратино          | Имя персонажа не указано                  |
| 2004 | с | 33 квадратных метра (4 сезон)          | Владимир Станиславович, начальник Светы   |